# انتشارات نصیرا

نماد انتشارات نصیرا

انتشارات نصیرا از شرکت‌های انتشاراتی ایرانی است. مدیریت این انتشارات را بابک اباذری بر عهده داشته است. نصیرا بیشتر در زمینهٔ شعر، ادبیات داستانی و نقد ادبی فعالیت می‌کند. این انتشارات برای چاپ کتاب‌های شاعران جوان مانند مجموعه اشعار سید مهدی موسوی به نام بعد از باران، قبل از تبعید، جلوه ویژه‌ای دارد. 

## سبک و روش
این انتشارات دو حالت برای انتشار کتاب دارد. برخی از کتاب‌ها با سرمایهٔ انتشارات منتشر می‌شوند و برخی کتاب‌ها با هزینهٔ مؤلف یا به صورت مشارکتی منتشر می‌شوند. دستهٔ دوم بیشتر کتاب‌های شاعران کتاب‌اولی هستند. در فضای نشر ایران گرفتن هزینه‌ی چاپ از کتاب‌اولی‌ها مرسوم است. البته تنها کتاب‌هایی منتشر می‌شوند که از نظر کارشناسان تأیید فنی گرفته باشند.
مدیریت نصیرا معتقد است «هر کتاب شعر اگر از پخش، پرزنت و کیفیت ادبی خوبی برخوردار باشد، قابلیت یک چاپ را دارد. ضمن این‌که اگر هم فروش نداشته باشد، باز نمی‌توانیم کتاب شعر چاپ نکنیم؛ زیرا این موضوع باعث حذف کل فرایند تولید شعر می‌شود و در این شرایط تنها شاعران وابسته به نهادهای خاص کتاب چاپ می‌کنند و مردم هم فکر می‌کنند کل شاعران همان‌ها هستند.»
تعداد کتاب‌های ادبی انتشارات نصیرا در سال ۱۳۹۲، ۱۶۰ عنوان بود.
مدیر اجرایی انتشارات نصیرا، فرازمهر پورافرا است.

## تعطیلی غرفه نمایشگاه کتاب
در ابتدای سال ۹۳ خبرگزاری فارس ادعا کرد انتشارات نصیرا کتابی از شاهین نجفی، خواننده ایرانی منتشر کرده و به‌طور غیرقانونی در نمایشگاه کتاب تهران به فروش می‌رساند. مدیر این انتشارت خبر فارس را کاملاً تکذیب کرد. اما غرفهٔ این انتشارات در نمایشگاه کتاب به‌دلیل «عرضه کتب مغایر با ضوابط نشر و فروش» و عرضه «هشت عنوان کتاب بدون برگه اعلام وصول»  با حکم هیأت رسیدگی به تخلفات ناشران مسدود و تعطیل شد. به گفته بابک اباذری، مدیر انتشارات نصیرا، نداشتن برگه اعلام وصول چندان جدی نیست و هزاران کتاب بدون برگه وصول در همین نمایشگاه وجود دارد. انتشارات نصیرا مجموعه اشعار شاعران جوان ایرانی از جمله کتاب «بعد از باران، قبل از تبعید»، اثر سید مهدی موسوی را منتشر کرده‌است. مهدی موسوی در اواخر سال ۱۳۹۲ مدتی توسط اطلاعات سپاه پاسداران بازداشت شده بود. بابک اباذری در مصاحبه‌ای گفته بود با پلمب شدن دفتر انتشارات نصیرا «اخم و تهدید» دیده است.

## مرگ بابک اباذری
چند ماه بعد از انتشار مجموعه «بعد از باران، قبل از تبعید» که توسط خبرگزاری‌های حکومتی انتشار اشعار شاهین نجفی نامیده شده بود، بابک اباذری مدیر انتشارات نصیرا در دریای خزر غرق شد و ۲ بهمن ۱۳۹۳ به خاک سپرده شد. اباذری زادهٔ سال ۱۳۶۳ بوده و خود نیز شاعر بود. او مجموعه شعر خود را به نام «گهواره‌ای روی گسل» منتشر کرده بود و مجموعه شعر تازه‌ای با عنوان «زن‌های دوست‌داشتنی» را در ستایش مقام زن در دست انتشار داشت.